# Sebastian Iwanow
Sebastian Iwanow (* 29. Juni 1985) ist ein deutscher Schwimmer.
Er ist Profisportler beim TSV Bayer 04 Leverkusen und startet in der Parasport-Klasse S6 und SM6.
2006 nahm er an der Weltmeisterschaft teil und gewann Bronze, 2010 gewann er Gold und Bronze. Ein Jahr später nahm er an der Europameisterschaft teil und gewann im 50-m-Freistilschwimmen genauso Silber wie im 100-m-Freistilschwimmen.
2012 nahm er an den Sommer-Paralympics in London teil und gewann im 100-m-Rückenschwimmen Bronze. Dafür wurde er am 7. November 2012 von Bundespräsident Joachim Gauck mit dem Silbernen Lorbeerblatt ausgezeichnet.